# Red Bank (Tennessee)
Pour les articles homonymes, voir Red Bank.
Red Bank est une ville située dans le comté de Hamilton dans l'État du Tennessee aux États-Unis. Elle est enclavée dans la ville de Chattanooga. La population s'élevait à 11 817 habitants lors du recensement de 2012.